# Enterprise Service Bus

ESB

Korporacyjna Magistrala Usług (ang. Enterprise Service Bus) – dodatkowa warstwa pośrednia w wielowarstwowej architekturze systemów informatycznych ułatwiająca zastosowanie koncepcji SOA (Architektura zorientowana na usługi) w środowisku korporacyjnym. Umożliwia dynamiczne przyłączanie i odłączanie usług wchodzących w skład korporacyjnego systemu informacyjnego.